# Герцог Аумада (1836)

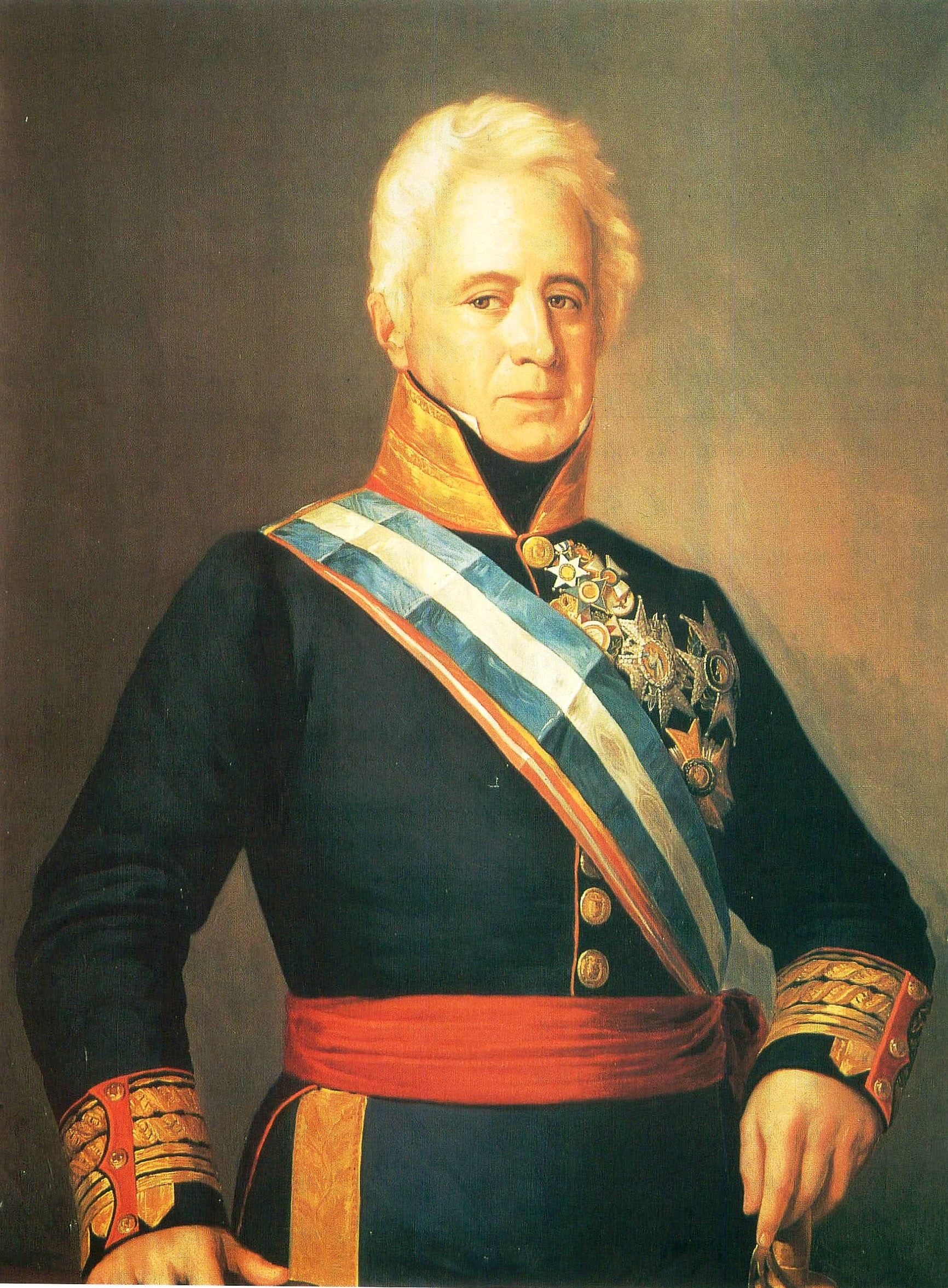
Педро Агустин Хирон и де лас Касас, 1-й герцог де Аумада

Герцог де Аумада (исп. Duque de Ahumada) — испанский дворянский титул. Он был создан 11 марта 1836 года королевой Изабеллой II для испанского военачальника Педро Агустина Хирона и Лас-Касаса, 4-го маркиза де лас Амарильяса (1788—1842), сына генерала Херонимо Хирона-Монтесумы, 3-го маркиза де лас Амарильяса (1741—1819), прямого потомка ацтекского императора Монтесумы II в 9-м колене. В 1842 году герцогу де Аумаде был пожалован титул гранда Испании.

## Герцоги де Аумада

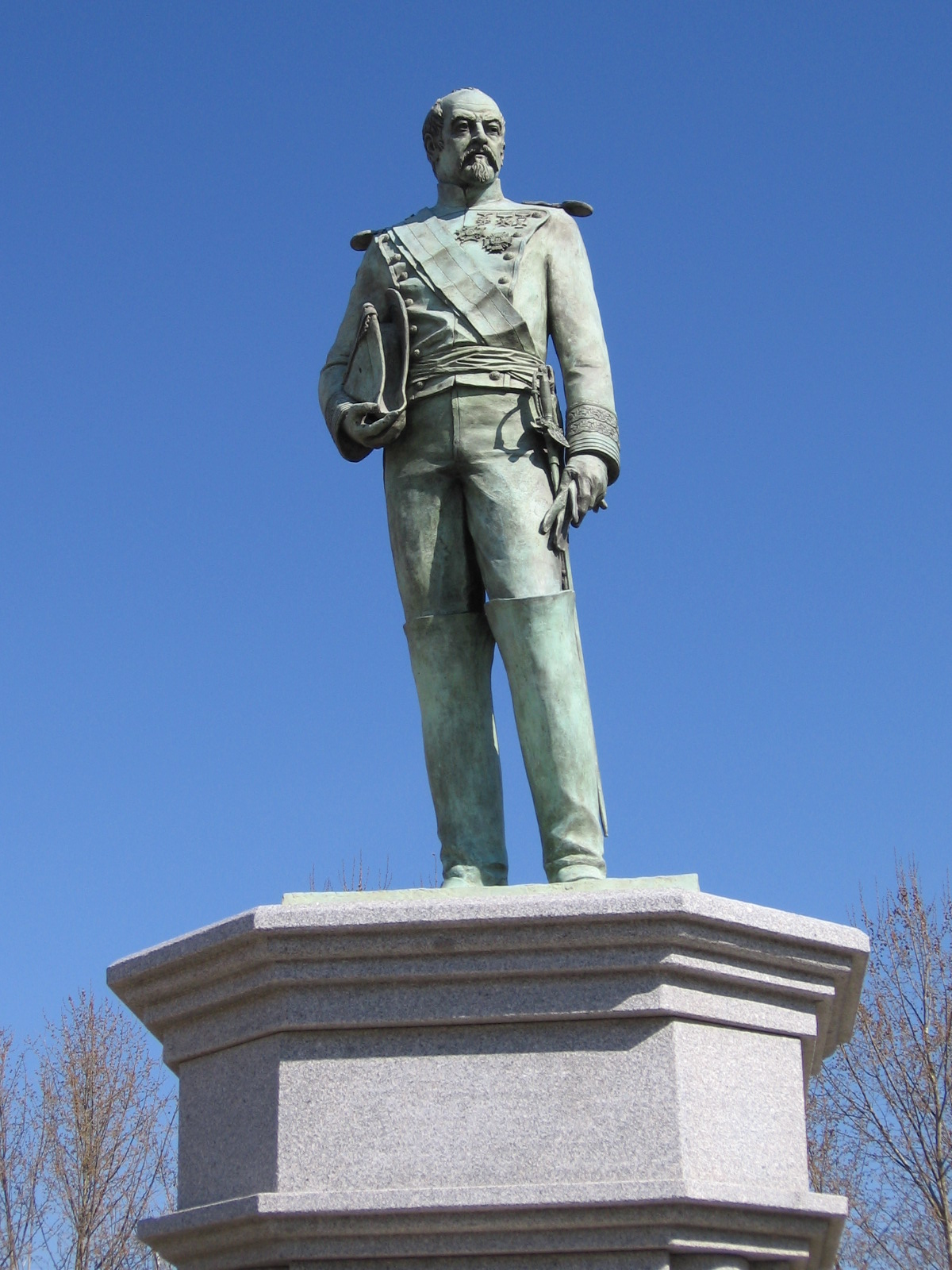
Памятник Франсиско Хавьеру Хирону и Эспелете, 2-му герцогу де Аумаде (1803—1869) в
городе Вальдеморо, провинция Мадрид.

|                              | Титул | Период                       |
| Креация создана Изабеллой II | Креация создана Изабеллой II | Креация создана Изабеллой II |
| ---------------------------- | --- | ---------------------------- |
| I                            | Педро Агустин Хирон и де лас Касас (2 января 1778 — 17 мая 1842), сын Херонимио Хирона и Монтесумы, 3-го маркиза де лас Амарильяса (1741—1819), и Изабель де лас Касас и Арагорри (1747—1803)                             | 1836-1842                    |
| II                           | Франсиско Хавьер Хирон и Эспелета Лас Касас и Энриле (11 марта 1803 — 18 декабря 1869), единственный сын предыдущего и Марии де ла Консепсьон Донаты де Эспелеты и Энриле                                                 | 1842-1866                    |
| III                          | Педро Августин Хирон и Арагон (23 января 1835 — 10 февраля 1910), старший сын Франсиско Хавьера Хирона и Эспелеты, герцога де Аумады (1803—1869), и Николасы де Арагон и Ариас де Сааведра (1817—1859)                    | 1872-1910                    |
| IV                           | Агустин Хирон и Арагон (30 сентября 1843 — 14 апреля 1925), третий сын Франсиско Хавьера Хирона и Эспелеты, герцога де Аумады (1803—1869), и Николасы де Арагон и Ариас де Сааведра (1817—1859), младший брат предыдущего | 1910-1925                    |
| V                            | Ана Мария Хирон и Канталь (27 августа 1917 — 25 апреля 1972), старшая дочь Франсиско Хавьера Хирона и Мендеса, 5-го маркиза де Аумада (1877—1924), и Эмилии Канталь и Хирон (1890—1972)                                   | 1926-1973                    |
| VI                           | Франсиско Хавьер Чико де Гусман и Хирон (род. 23 мая 1944), старший сын предыдущей и Диего Чико де Гусмана и Мекоса, 5-го графа де Реаль-Пьедад (1915—2008)                                                               | 1973 — настоящее время       |

## История герцогов Аумада
- Педро Хирон и де лас Касас (1778—1842), 1-й герцог де Аумада, 4-й маркиз де лос Амарильяс. Сын генерала Херонимо Хирон и Монтесумы, 3-го маркиза де лас Амарильяса. Был женат на Марии де ла Консепсьон Донате де Эспелете и Энриле. Его преемником стал его сын:
- Франсиско Хавьер Хирон и Эспелета Касас и Энриле (1803—1869), 2-й герцог де Аумада, 5-й маркиз де лас Амарильяс. Бригадир испанской армии, основатель и первый генеральный руководитель Гражданской гвардии, пожизненный сенатор и кавалер Большого Креста Мальтийского ордена. Был женат на Николасе де Арагон и Ариас де Сааведра. Его преемником стал его сын:
- Педро Хирон и Арагон (1835—1910), 3-й герцог де Аумада, 6-й маркиз де лас Амарильяс и рыцарь Мальтийского ордена. Он был женат на Изабель Кристине Мессиа и Керальт, брак был бездетным. Его преемником стал его младший брат:
- Агустин Хирон и Арагон (1843—1925), 4-й герцог де Аумада, 7-й маркирз де лас Амарильяс. Он женился на Марии де лос Долорес Армеро и Пеньяльвер, придворной даме королевы Виктории Евгении Испанской. Брак был бездетным. Ему наследовала внучатая племянница, Ана Мария Хирон, старшая дочь Франсиско Хавьера Хирона и Мендеса, 5-го маркиза де Аумады (1877—1924), и внучка полковника Луиса Марии Франсиско Хавьера Педро Пабло Хирона и Арагона (1845—1911)
- Ана Мария Хирон и Канталь (1917—1972), 5-я герцогиня де Аумада, 8-я маркиза де лас Амарильяс, дама Мальтийского ордена, внучатая племянница 4-го герцога Аумада. Она вышла замуж за Диего де Гусмана и Чико Менкоса, 5-го графа де Реаль-Пьедад. Ей преемником стал их сын:
- Франсиско Хавьер Чико де Гусман и Хирон (род. 1944), 6-й герцог де Аумада, 9-й маркиз де лас Амарильяс, рыцарь Мальтийского ордена. Он был женат на Леонор Марк и Сенсильо, 5-й графине де Перния, четвёртой дочери испанского банкира Бартоломе Марка и Серверы, владельца «Банка Марк» и других многочисленных компаний, и Марии де лос Десампарадос Сенсильо и Гонсалес Кампо, 4-й графини де Перния (ум. 2013). Супруги имели двух детей:
  - Франсиско Хавьер Чико де Гусман и Марк (1971—2012), 10-й маркиз де лас Амарильяс. Он был женат с 1997 года на Майе Бойер и Руис Фернандес (род. 1969), от брака с которой у него был один сын:
    - Альваро Чико де Гусман и Бойер (род. 2001), 11-й маркиз де лас Амарильяс

  - Ана Мария Чико де Гусман и Марк (род. 1975), графиня де Флоридабланка. С 1997 года замужем за Хосе Марией Кастильехо и Ориолем (род. 1962), 7-м графом де Флоридабланка, 5-м маркизом де Альдама, 10-м графом де Армидес-де-Толедо, 13-м графом де ла Фуэнте дель Сауко и рыцарем Мальтийского ордена. Супруги имеют 6 детей.

## Исторические данные
Дон Франсиско Хавьер Хирон и Эспелета, 2-й герцог де Аумада, был основателем и первым генеральным директором Гражданской гвардии Испании в 1844—1854, 1856—1858 годах. Первоначально Гражданская гвардия была создана для защиты и поддержания порядка на дорогах в сельской местности. В настоящее время Гражданская гвардия входит в состав сил безопасности Испанского государства и национальной полиции.